# بوشتيلن

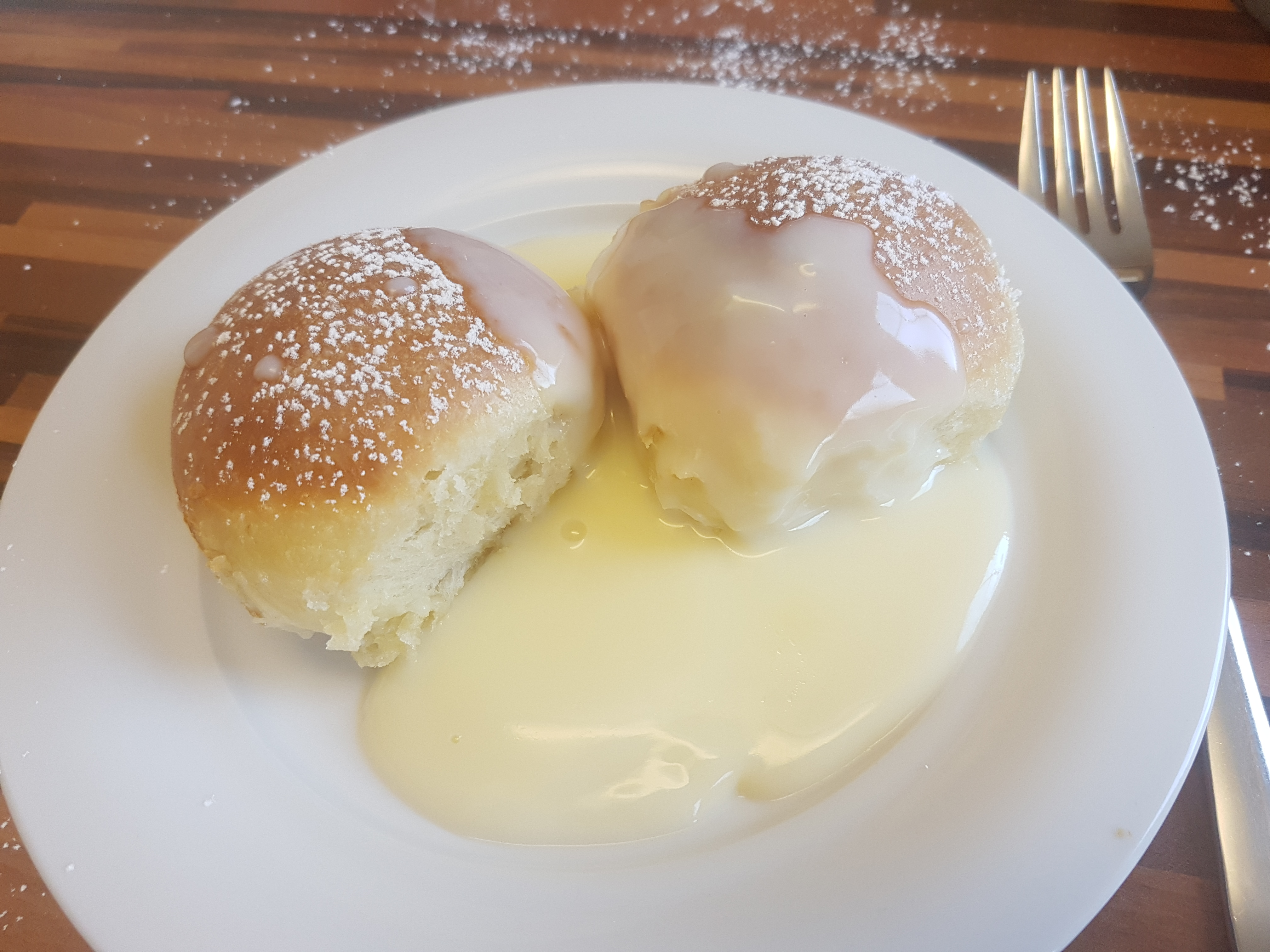
بوشتيلن مع صلصة الفانيلا

بوشتيلن (اسم مشتق من الكلمة التشيكية: buchta بمعنى كعكة، وبالألمانية: Buchtel) أو بريوش خلية النحل أو بريوش الشهدة[بحاجة لمصدر] هي لفافات حلوة مصنوعة من عجينة الخميرة المخصبة، محشوة بالبودل (مربى غير محلى) أو المربى، أو الشوكولاتة، أو بذور (بزر الخشخاش المطحونة أو كوارك (منتجات الألبان)، تدهن بالزبدة وتُخبز في مقلاة كبيرة بحيث تلتصق ببعضها بشكل يسمح بفصلها بعد الخبز. أما عن الحشوة التقليدية المتعارف عليها هي البودل. كما ويمكن إضافة بعض الفانيلا السائلة على سطحها أو رشها بالسكر المطحون، وفي بعض الاحيان بلا إضافات. كما وأنها تؤكل ساخنة، بشكل أساسي كوجبة إفطار أو تقدم مع كوب من الشاي. في القرن التاسع عشر، كانت تصنع عبر سلقها بطريقة مشابهة لطريقة الدامبلنغ. 

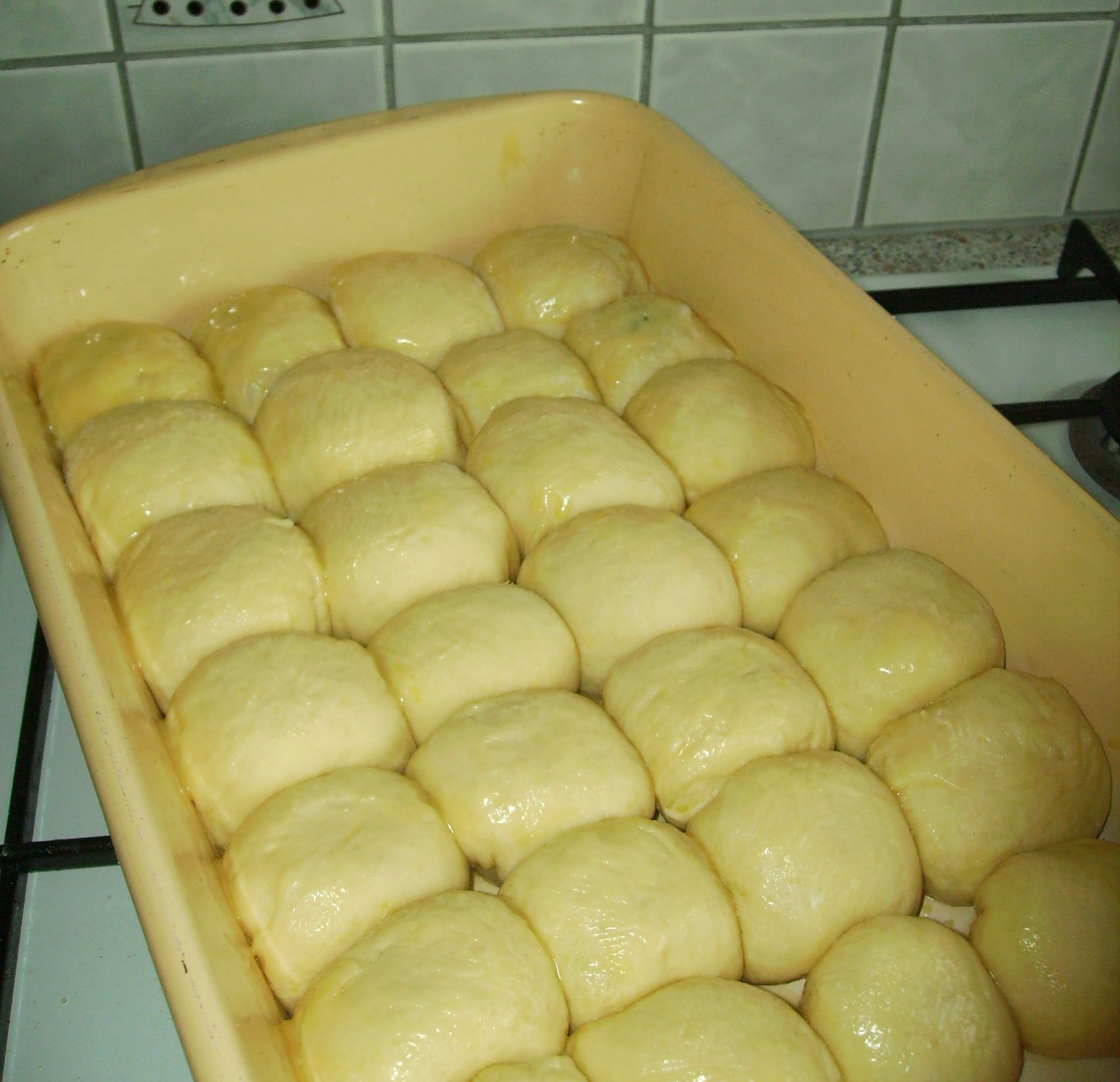
عجينة بوشتيلن

## تاريخ الطبق

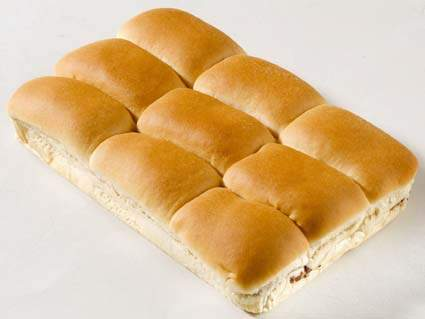
قالب بوشتيلن

تعتبر بوهيميا في ألمانيا هي الموطن الأصلي لهذا الطبق، إلا أنه يعد طبقًا مهمًا في مطبخ النمسا وسلوفاكيا وسلوفينيا والمجر. حيث يطلق على هذا الطبق في بافاريا اسم غونوديلن (Rohrnudeln)، وبالسلوفينيا اسم بوهتشيلني (buhteljni)، وفي صربيا بوهتلا (buhtla) بمعنى كعكة، أما في المجر فتسمى بوكتا (bukta)، ولها أيضًا اسمها في العديد من الدول الأوروبية.